# Осиешко-баранска жупания
Вижте пояснителната страница за други значения на Бараня.
Осиешко-баранската жупания e разположена в Източно Хърватско и обхваща Източна Славония и част от Бараня. Заема площ от 4152 км². Главен град на жупанията е Осиек. Други по-големи градове са: Белишче, Бели манастир, Долни Михоляц, Джаково, Нашице и Валпово. Осиешко-баранска жупания е съставена от 35 общини.

## Население
Според преброяването през 2001 година Осиешко-баранската жупания има 330 506 население, което е 7,54% от населението на Хърватско. Според националната си принадлежност населението на жупанията има следния състав:
- хървати – 83,89%
- сърби – 8,73%
- унгарци – 2,96%
- други – 2,64%
- неопределили се – 1,78%

Население по градове:
- Бели манастир – 10 986
- Белишче – 11 786
- Долни Михоляц – 10 265
- Джаково – 30 092
- Нашице – 17 320
- Осиек – 114 616
- Валпово – 12 327